# Devario interruptus
Devario interruptus är en fiskart som först beskrevs av Day, 1870.  Devario interruptus ingår i släktet Devario och familjen karpfiskar. Inga underarter finns listade i Catalogue of Life.